# Torneo de Nottingham 2022
El Rothesay Open Nottingham 2022 fue un torneo profesional de tenis jugado en canchas de césped al aire libre. Fue la 14.ª edición del evento para las mujeres. Se llevó a cabo en Nottingham (Reino Unido) entre el 4 y el 12 de junio de 2022.

## Cabezas de serie

### Individuales femenino
| Tenista             | Ranking | Preclasificada |
| María Sákkari       | 3       | 1              |
| Emma Raducanu       | 12      | 2              |
| Camila Giorgi       | 30      | 3              |
| Shuai Zhang         | 41      | 4              |
| Ajla Tomljanović    | 50      | 5              |
| Alison Riske        | 43      | 6              |
| Beatriz Haddad Maia | 48      | 7              |
| Magda Linette       | 67      | 8              |

- Ranking del 23 de mayo de 2022.[2]

### Dobles femenino
| Tenista                         | Ranking | Preclasificadas |
| Beatriz Haddad Maia Shuai Zhang | 38      | 1               |
| Asia Muhammad Ena Shibahara     | 46      | 2               |
| Shuko Aoyama Hao-ching Chan     | 54      | 3               |
| Yifan Xu Zhaoxuan Yang          | 62      | 4               |

## Campeonas

### Individual femenino
Beatriz Haddad Maia venció a  Alison Riske por 6-4, 1-6, 6-3

### Dobles femenino
Beatriz Haddad Maia /  Shuai Zhang vencieron a  Caroline Dolehide /  Monica Niculescu por 7-6(2), 6-3